# Alison Elliott
Alison Elliott (San Francisco, 19 mei 1970) is een Amerikaanse actrice.

## Biografie
Elliott verhuisde op vierjarige leeftijd met haar familie naar Tokio, en verhuisde op achtjarige leeftijd terug naar Amerika. Op veertienjarige leeftijd begon zij als model, in 1989 verhuisde zij naar Los Angeles om actrice te worden. Vanaf 2012 is zij getrouwd.

## Filmografie

### Films
- 2017 Lean on Pete - als tante Margy
- 2017 Counting for Thunder - als Sis Stalworth
- 2016 20th Century Women - als mrs. Hamlin
- 2016 The Phenom - als Susan Gibson
- 2015 Counting for Thunder - als Sis Stalworth
- 2011 Magic Valley – als Martha Galabrant
- 2008 Long Island Confidential – als Kate Larkin
- 2007 The Assassination of Jesse James by the Coward Robert Ford – als Martha Bolton
- 2006 Griffin & Phoenix – als Terry
- 2006 A House Divided – als Ruth
- 2004 Birth – als Laura
- 2003 12 – als Marie-Noel
- 2003 A Wrinkle in Time – als mevr. Who
- 2003 Red Betsy – als Winifred Rounds
- 2001 The Song of the Lark – als Thea Kronborg
- 2000 The Miracle Worker – als Anne Sullivan
- 1998 Trance – als Nora / Niamh
- 1997 The Wings of the Dove – als Millie Theale
- 1996 The Spitfire Grill – als Percy Talbott
- 1995 Indictment: The McMartin Trial – als Peggy Ann Buckey
- 1995 Underneath – als Rachel
- 1994 Wyatt Earp – als Lou Erp
- 1994 Monkey Trouble – als Tessa
- 1991 Pretty Hattie's Baby – als Annie

### Televisieseries
Uitgezonderd eenmalige gastrollen.
- 2020 - 2021 Servant  - als tante May - 3 afl.
- 2010 Terriers – als Laura Ross – 4 afl.
- 2008 – 2009 Law & Order – als Rita Shalvoy – 3 afl.
- 1995 The Buccaneers – als Virginia St. George – 5 afl.
- 1993 Black Tie Affair – als Eve Saskatchewan – 5 afl.
- 1989 Living Dolls – als Martha Lambert – 12 afl.